# ロベルト・フェルナンデス・アルバジェロス
ロベルト・フェルナンデス・アルバジェーロス（Roberto Fernández Alvarellos, 1979年1月25日 - ）は、スペイン・ガリシア州ルーゴ県チャンターダ出身の元サッカー選手。現役時代のポジションはGK。

## 経歴
セルタ・デ・ビーゴの下部組織（カンテラ）出身。1997年よりセルタBに5シーズン所属したもののパブロ・カバジェロやホセ・マヌエル・ピントの存在もあってトップチームへの昇格はなく、2002年にスポルティング・ヒホンに移籍した。2005-06シーズンは38試合出場で31失点に抑えてセグンダ・ディビシオン（2部）のサモラ賞を受賞し、シーズン中には825分連続無失点も記録している。2007-08シーズンはリーグ戦全試合に出場して10年ぶりのプリメーラ・ディビシオン（1部）昇格に貢献した。
2008年6月18日、CAオサスナと3年契約を結んだ。2008-09シーズンはベテランのリカルド・ロペスの控えとしてスタートしたが、後半戦はポジションを奪取した。しかし2009-10シーズンは一転してポジションを失い、リーグ戦は最後の2試合に出場したのみで終始国王杯要員に終わった。
2010年7月15日にオサスナとの契約を解除し、22年ぶりに2部に復帰したグラナダCFと3年契約を結んだ。正GKとしてリーグ戦40試合に出場し、古巣セルタとの昇格プレーオフ決勝ではPKを止めるなど攻守を連発し、35年ぶりの1部昇格の立役者となった。2011-12シーズンも引き続きレギュラーを務めたが、後半戦は新加入のジュリオ・セーザル・ヤコビ(Julio Cesar Jacobi)に定位置を奪われ結局22試合の出場に留まった。何とか17位で残留を果たしたものの、出場した試合ではミスも多く後味の悪いシーズンとなった。2012-13シーズンも新加入のトニョの控えとなった。
2015年7月17日、CDルーゴに移籍した。2018年7月1日、現役引退を発表した。

## タイトル
- セグンダ・ディビシオン サモラ賞 : 2005-2006